# Sankt Johannes Sogn (Vejle)
 For alternative betydninger, se Sankt Johannes Sogn. (Se også artikler, som begynder med Sankt Johannes Sogn)
Sankt Johannes Sogn er et sogn i Vejle Provsti (Haderslev Stift).
Efter at Sankt Johannes Kirke blev opført i 1941, blev Sankt Johannes Sogn udskilt fra Sankt Nicolai Sogn og Vor Frelsers Sogn. Begge lå i Vejle købstad, som geografisk havde hørt til Nørvang Herred i Vejle Amt. Ved kommunalreformen i 1970 blev Vejle købstad kernen i Vejle Kommune.

## Befrielsessten
I kanten af det grønne område omkring kirken står en befrielsessten med inskriptionen:
5. MAJ 1945 FRIHEDENS OG FREDENS DAG
VERDENSRIGER SANK I GRUS
FLODER FARVEDES AF BLOD
END DOG STAAR VOR MODERS HUS
GUD VAR GAMLE DANMARK GOD
- Befrielsessten